# Ulla Pia
Ulla Pia (* 17. Februar 1945 in Kopenhagen als Ulla Pia Nielsen; † 22. August 2020 in Gammel Holte) war eine dänische Schlagersängerin der 1960er und 1970er Jahre. 

## Leben und Wirken
Erste größere Auftritte hatte sie als Sängerin bei Jazz-Orchestern.
Als Gewinnerin des Dansk Melodi Grand Prix 1966 durfte sie beim Grand Prix Eurovision de la Chanson 1966 in Luxemburg für ihr Heimatland Dänemark antreten. Mit ihrem Schlager Stop – mens legen er go schaffte sie es nur auf Platz 14. Bemerkenswert war die Tanzeinlage eines Paares, das ihren Auftritt begleitete.
Die nächsten Jahre erschienen noch einige Singles von ihr und sie trat auch in Musikfilmen des dänischen Fernsehens auf. 